# Sirdaryo
Pour le fleuve, voir Syr-Daria.
Sirdaryo, aussi désignée parfois sous le nom de Sirdarya (en ouzbek : Sirdaryo / Сирдарё) — du nom du fleuve Syr-Daria — est une ville de la province de Sirdaryo, en Ouzbékistan.
Sa population s'élevait à 30 450 habitants en 2010.

## Personnalités
- Abbosbek Fayzullaev (2002-), footballeur ouzbek, est né à Sirdaryo.